# 20th Anniversary Premium Live
『20th Anniversary Premium Live』（トゥエンティース アニバーサリー プレミアム ライブ）は、CHAGE&ASKA（現：CHAGE and ASKA）のライブ・ビデオ。1999年8月25日にVHS（ファンクラブ限定）で、2007年にDVDで発売された。

## 概要
本作はCHAGE&ASKAのデビュー20周年を記念し、1999年に行われたアコースティックライブ「20th Anniversary Premium Live -Supported by NEC-」の模様を収録した映像作品。
アルバム『NO DOUBT』と同時発売。

## 収録曲
1. SAY YES
作詞・作曲：飛鳥涼
2. めぐり逢い
作詞・作曲：飛鳥涼
3. LOVE SONG
作詞・作曲：飛鳥涼
4. THE RIDER
作詞・作曲：飛鳥涼
5. vision
作詞・作曲：CHAGE
6. HEART
作詞・作曲：飛鳥涼
7. 群れ
作詞・作曲：飛鳥涼
8. Reason
作詞：澤地隆　作曲：CHAGE
9. NとLの野球帽
作詞・作曲：CHAGE
10. BROTHER
作詞・作曲：飛鳥涼
11. tomorrow
作詞・作曲：飛鳥涼
12. no no darlin'
作詞・作曲：飛鳥涼
13. 安息の日々（アンコール）
作詞・作曲：飛鳥涼
14. トウキョータワー（アンコール）
作詞・作曲：CHAGE
15. PRIDE（アンコール）
作詞・作曲：飛鳥涼